# Paszęcin
Paszęcin [pronunciación en polaco: /paˈʂɛnt͡ɕin/] (en alemán: Passentin) es un pueblo ubicado en el distrito administrativo de Gmina Rąbino, dentro del Condado de Świdwin, Voivodato de Pomerania Occidental, en el norte de Polonia occidental. Se encuentra aproximadamente a 4 kilómetros al sureste de Rąbino, a 15 kilómetros al noreste de Świdwin, y a 103 kilómetros al noreste de la capital regional Szczecin.
Antes de 1945, el área fue parte de Alemania. Para la historia de la región, véase Historia de Pomerania.
El pueblo tiene una población de 210 habitantes.